# Platinum (álbum de Mike Oldfield)
Platinum es el quinto álbum de estudio del músico británico Mike Oldfield. Publicado en noviembre de 1979 para Virgin Records, fue el primero en incorporar canciones cortas y no sinfónicas, y versiones de canciones de otros autores, en este caso, "North Star", por Philip Glass e I Got Rhythm, por George Gershwin. En Estados Unidos y Canadá se editó una versión alternativa en 1980, bajo el nombre de Airborn. Platinum fue grabado en los estudios Electric Lady y Blue Rock, de Nueva York; en Througham, Denham y en The Manor, en el Reino Unido, y producido por Tom Newman. Algunos de los músicos de sesión fueron Morris Pert, Neil Jason y Wendy Roberts, entre otros.
En 2012, Universal reeditó Platinum en versión remasterizada y edición de lujo. La versión remasterizada incluyó como tema extra la sesión de estudio en vivo de Platinum (Part Two): Platinum, grabada en Electric Lady; un nuevo remix de North Star y el sencillo, Blue Peter, de Ashworth Hope, publicado en noviembre de 1979, y se trata de una versión de The Sailor´s Hornpipe, el tema tradicional que Oldfield interpretó al final de Tubular Bells, en 1973. La edición de lujo incluía un librito de 16 páginas con una entrevista a Mike Oldfield y un CD que contenía nueve temas inéditos registrados en la gira de Platinum en el estadio de Wembley en mayo de 1980. En 1980, Oldfield organizó una gira por Europa (titulada In Concert 1980), que duró desde abril hasta diciembre de ese año y cuyo objetivo fue promocionar el álbum.

## Listado de temas

### Lado A
1. Platinum - 19:17
  1. Platinum (Part One): Airborne (Mike Oldfield) – 5:06
  2. Platinum (Part Two): Platinum (Mike Oldfield) – 6:06
  3. Platinum (Part Three): Charleston (Mike Oldfield) – 3:17
  4. Platinum (Part Four): North Star/Platinum Finale (Mike Oldfield, parcialmente basada en una composición de Philip Glass) – 4:44

### Lado B
1. Woodhenge (Mike Oldfield) – 4:05
2. Into Wonderland (a veces impreso erróneamente como Sally) (Mike Oldfield)– 3:46
3. Punkadiddle (Mike Oldfield) – 5:46
4. I Got Rhythm (George Gershwin) – 4:50

### Sobre "North Star"
La parte IV incluye un extracto de la obra de 1977 de Philip Glass "North Star" (compuesta para la película de 1977 "Mark Di Suvero, sculptor", de François De Menil, sobre la vida de Mark di Suvero). En particular, la parte utilizada son los coros al final de la pista. 

### Versión original y "Sally"
La primera edición de Platinum incluye como segunda pista de la cara B "Sally", una canción de corte humorístico por Mike Oldfield y Nico Ramsden. El título alude a la entonces pareja de Oldfield, Sally Cooper, que aparece también en los créditos del disco como intérprete. El estribillo de la canción utiliza el mismo motivo musical que escuchamos a partir de los 3:30 de "Airborne", que reaparece más tarde en una larga coda instrumental que conecta con la siguiente pista, Punkadiddle.
A Richard Branson no le gustaba esta canción, y en las siguientes reediciones del álbum fue sustituida por Into Wonderland, pero este cambio no fue trivial porque el principio y el final de la canción estaban fusionados con las pistas anterior y posterior. Por este motivo, al principio de "Into Wonderland" oímos parte de la base rítmica de "Sally", junto con al final de "Woodhenge". En cuanto a la coda instrumental, se decidió dejarla y hacerla parte de "Punkadiddle", que por este motivo tiene un comienzo abrupto.
Sin embargo, las carátulas del álbum siguieron mencionando "Sally" mucho tiempo, aunque la canción que sonaba era otra. Sólo las ediciones más recientes mencionan el título correcto. La primera edición con la canción "Sally" se ha convertido en un objeto de coleccionismo.

## Airborn
Airborn fue la versión alternativa del álbum que se lanzó en Estados Unidos y Canadá. La única diferencia entre ambas versiones es que la primera pista del lado B, Woodhenge, fue reemplazada por Guilty, un tema compuesto por Mike Oldfield durante las sesiones de grabación de Platinum en Nueva York, y que cuenta con Steve Winwood en sintetizadores. Además, la edición en vinilo de "Airborn" incluía un segundo disco con versiones de la primera parte de "Tubular Bells" e "Incantations". En dicho álbum, Mike Oldfield también aparece acreditado como productor. 

### Listado de temas

#### Lado A
1. Platinum - 19:17
  1. Platinum (Part One): Airborne (Mike Oldfield) – 5:06
  2. Platinum (Part Two): Platinum (Mike Oldfield) – 6:06
  3. Platinum (Part Three): Charleston (Mike Oldfield) – 3:17
  4. Platinum (Part Four): North Star/Platinum Finale (Mike Oldfield, parcialmente basada en una composición de Philip Glass) – 4:44

#### Lado B
1. Guilty (Mike Oldfield) – 3:48
2. Into Wonderland (Mike Oldfield) – 3:46
3. Punkadiddle (Mike Oldfield) – 5:46
4. I Got Rhythm (George Gershwin) – 4:50

## Segundo Disco

### Lado A
1. "Tubular Bells" (Part One) (Mike Oldfield) - 23:40

(Grabado en la Gira Europea, marzo/abril de 1979). 

### Lado B
1. "Incantations" (Studio and Live) (Mike Oldfield) - 19:26

(Grabado en Througham en diciembre de 1977 y en la Gira Europea, marzo/abril de 1979). 

## Músicos y personal

### Músicos
- Mike Oldfield: guitarra acústica, guitarra eléctrica, marimbas, piano, sintetizadores, vibráfono y voces.
- Francisco Centeno (acreditado como Fransisco Centeno): bajo.
- Demelza (que aparece erróneamente en los créditos como Demalza): congas.
- Pierre Moerlen (que aparece erróneamente en los créditos como Pierre Moerlin): batería y vibráfono.
- Sally Cooper: campanas tubulares.
- Neil Jason: bajo.
- Pete Lemer: sintetizadores.
- Alan Schwartzberg: batería.
- Nicko Ramsden: sintetizadores.
- Wendy Roberts: voces.
- Hansford Rowe: bajo.
- Morris Pert: batería.

### Personal técnico
- David Bedford: arreglo de voces.
- Peter Gordon: arreglo de instrumentos de viento.
- Michael Riesman: arreglo de instrumentos de viento.
- Kurt Munkacsi: técnico.
- Tom Newman: productor y técnico.
- Richard Manwaring: técnico asistente.
- Renate Blauel: técnico asistente.[1]